# موریانه‌های تپه‌ساز

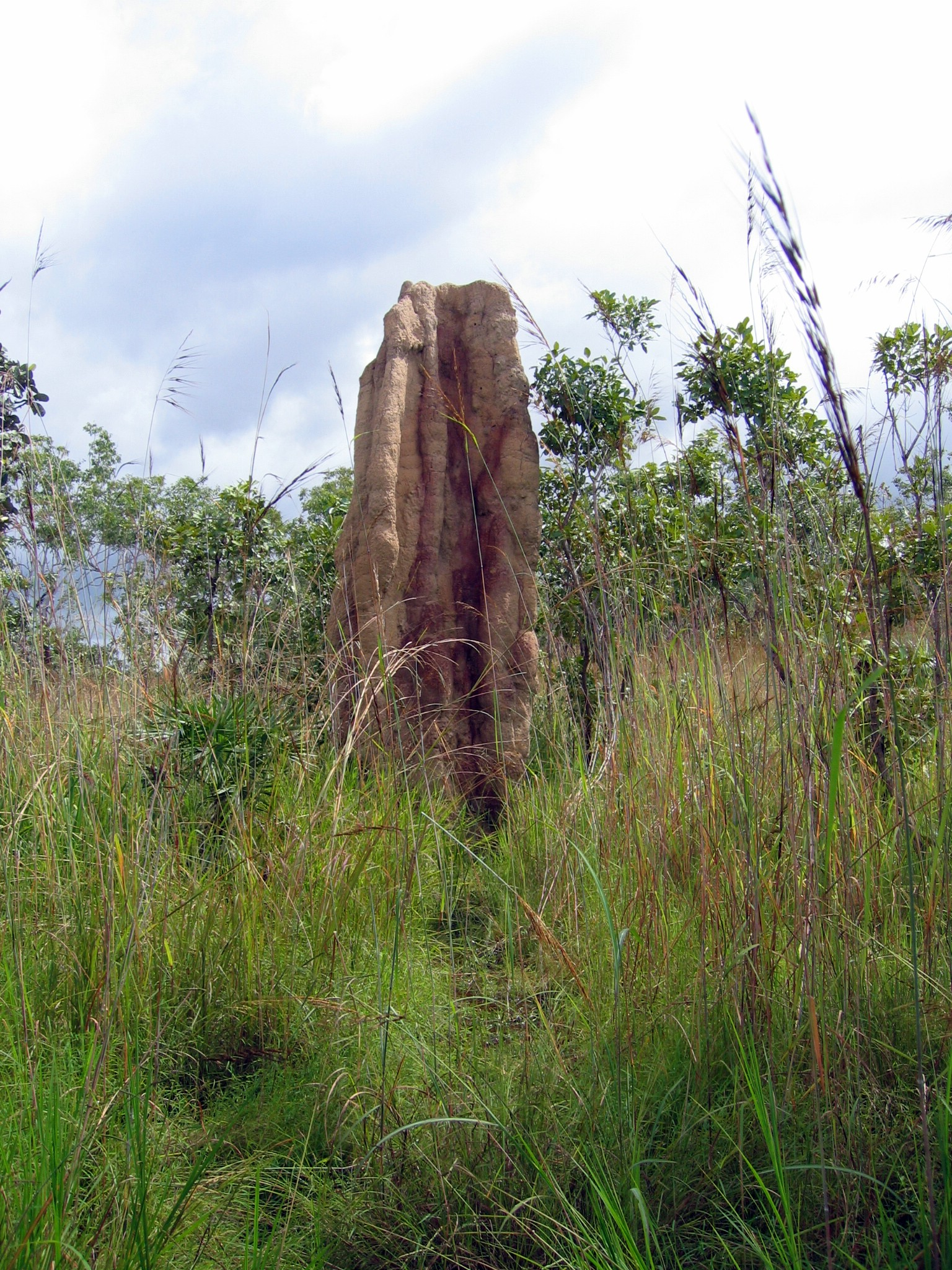
تپه‌ای در استرالیا

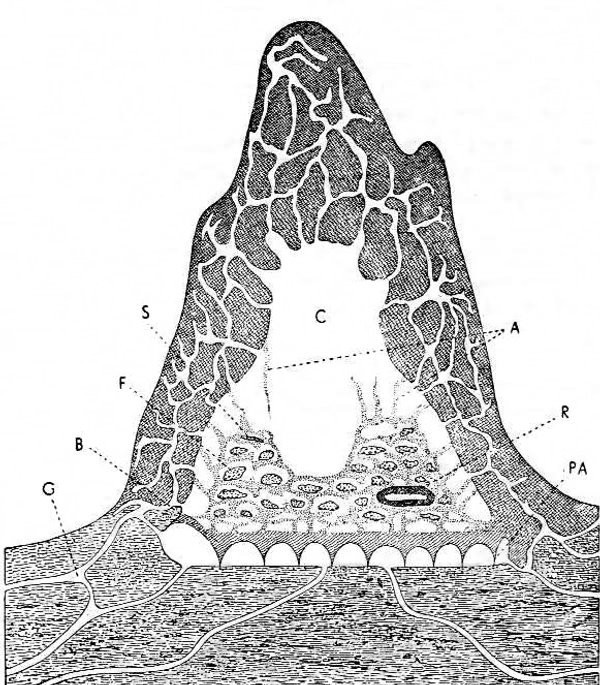
ساختار یک تپه M. natalensis

موریانه‌های تپه‌ساز گروهی از گونه‌های موریانه هستند که در تپه‌هایی زندگی می‌کنند که از ترکیب خاک، بزاق موریانه و سرگین تشکیل شده‌اند. این موریانه‌ها در آفریقا، استرالیا و آمریکای جنوبی زندگی می‌کنند. قطر تپه‌ها گاهی به ۳۰ متر (۹۸ فوت) می‌رسد. بیشتر تپه‌ها در مناطقی با زهکشی خوب قرار دارند. تپه‌های موریانه معمولاً از خود کلنی‌ها بیشتر عمر می‌کنند. اگر تونل‌های درونی لانه در معرض دید قرار گیرند، معمولاً مرده هستند. گاهی کلنی‌های دیگر، از گونه‌های مشابه یا متفاوت، پس از مرگ سازندگان اصلی تپه‌ای را اشغال می‌کنند.